# Lüdersfeld
Lüdersfeld er en by og kommune i det nordvestlige Tyskland med 1079 indbyggere (2018-12-31), beliggende i den vestlige del af Samtgemeinde Lindhorst under Landkreis Schaumburg. Denne landkreis ligger i delstaten Niedersachsen.

## Geografi
Lüdersfeld er beliggende omkring 40 km vest for Hannover med Mittellandkanalen krydsende i den nordlige ende.

### Nabokommuner
Kommunen grænser (med uret fra nord) op til byen Sachsenhagen, kommunerne Lindhorst og Heuerßen, byen Stadthagen samt kommunen Lauenhagen.

### Inddeling
I kommunen findes ud over Lüdersfeld: landsbyerne Niedernholz og Vornhagen.